# 13627 Yukitamayo
13627 Yukitamayo è un asteroide della fascia principale. Scoperto nel 1995, presenta un'orbita caratterizzata da un semiasse maggiore pari a 2,2746612 UA e da un'eccentricità di 0,2179475, inclinata di 5,93453° rispetto all'eclittica.